# Hormus (Stadt)
Hormus (persisch هرمز) ist eine Stadt in der Provinz Hormozgan im Iran. Sie gehört zum Verwaltungsbezirk Qeshm.

## Geografie
Die Altstadt von Hormus befindet sich im Norden der gleichnamigen Insel Hormus im Persischen Golf.

## Geschichte
Hormus war ein bedeutender Handelshafen und hatte zu seiner Glanzzeit bis zu 40.000 Einwohner. Um 1273 schrieb Marco Polo darüber, dass dort mit verschiedenen wertvollen Rohstoffen wie Gewürzen, Edelsteinen, Perlen, Seidenstoffe und Elfenbein gehandelt wurde. 1622 wurde die Stadt von Schah Abbas I. mit Hilfe der Engländer eingenommen. Schah Abbas I. misstraute der einheimischen Bevölkerung und war nicht daran interessiert, die Insel als Handelszentrum oder Militärposten zu erhalten; stattdessen baute er den nahe gelegenen Festlandshafen Bander Abbas aus. Hormus verfiel in der Folgezeit und verlor seine Bedeutung.  

## Demografie
| Jahr | Einwohnerzahl |
| ---- | ------------- |
| 1996 | 4768          |
| 2006 | 5714          |
| 2011 | 5867          |
| 2016 | 5891          |